# Huseyngulu Aliyev
 (septembre 2023).
Pour les articles homonymes, voir Aliyev.
Huseyngulu Aliyev (en azéri : Hüseynqulu Əli oğlu Əliyev ; né le 3 février 1949 dans le village Bist, district d'Ordoubad) est un peintre et sculpteur azerbaïdjanais, Peintre du Peuple de la République d'Azerbaïdjan (2002).

## Biographie
En 1971-1975 Huseyngulu Ali oghlu Aliyev étudie à l'école d'art de Bakou Azim Azimzadeh ; en 1977-1982, il étudié au département des arts décoratifs appliqués de l'Institut national des arts d'Azerbaïdjan du nom de M.Aliyev. En 1982-1988, il travaille à la Galerie d'art d'État du Nakhtchevan. Depuis 1988, il travaille comme peintre en chef du Théâtre dramatique musical d'État du Nakhitchevan, du nom de J. Mammadguluzade. Actuellement, il dirige le département de l’Université d’État de Nakhitchevan.

## Créativité
Huseyngulu Aliyev crée les statues Koroghlu et Bahruz Kangarli (ville de Nakhitchevan), le monument Ana (Allée des Martyrs), le monument des Martyrs (villages Venand et Nehram). Il existe des œuvres dans les genres de la peinture, du graphisme, de la caricature .
Portrait de Jalil Mammadkulizade (1990), J. Mammadguluzade et H. Javid (1990), Avec le fils de J. Mammadguluzade, Midhat (1990), Portrait des membres de la famille du fils de J. Mammadguluzade, Anvar (1994), Bas-relief Gurbanali Bey (1989), Enfant barbu (1989), La femme du consul (1989), buste de J. Mammadguluzade (1985) et autres œuvres. Il dessine des croquis de costumes pour la pièce Les Morts pour le Théâtre dramatique musical d'État du Nakhitchevan du nom de J. Mammadguluzade (1988-1989).
Il travaille également dans le domaine de l'art de la décoration théâtrale.
Depuis 1986, il est membre de l'Union des peintres d'Azerbaïdjan.

## Distinctions
- Ouvrier d'art émérite de l'ASSR du Nakhitchevan (1988)
- Peintre émérite d'Azerbaïdjan (9 octobre 1999)
- Peintre du peuple d'Azerbaïdjan (30 mai 2002[3])